# Liegos
Liegos es una localidad española perteneciente al municipio de Acebedo, en la comarca tradicional de Valdeburón, provincia de León, comunidad autónoma de Castilla y León.

## Contexto geográfico y natural

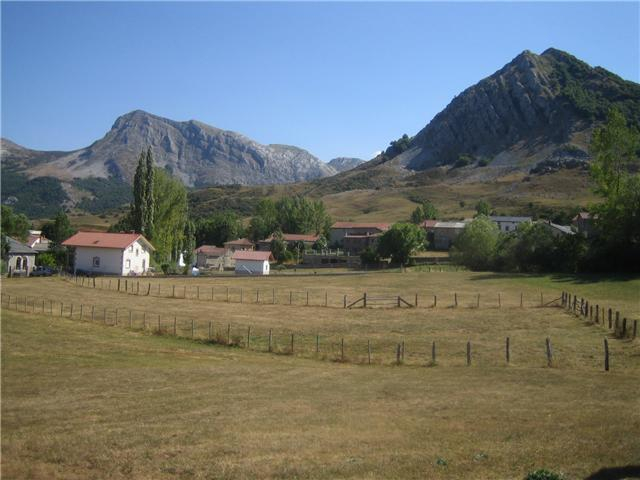
Vista de Liegos desde el Prado Yuso con Las Canales a la derecha y el Pico Burín a la izquierda.

Situado en la orilla sur del río Esla y a una altitud de 1130 m s. n. m.
Enclavado en el valle de Valdeburón, Liegos está rodeado de montañas, siendo las más destacadas cimas Pico Burín y la Peña de la Cruz y no lejos de otras cumbres como Pico Mampodre o Peña Ten. 
De clima continental en su variante de montaña los inviernos son fríos y existe una gran amplitud térmica. Este factor climático en conjunto con el predominio de los suelos calizos condicionan la vegetación del lugar. 
En el valle de San Pelayo, emblemático enclave natural próximo al pueblo, destaca la riqueza y frondosidad del hayedo que alberga gran número de especies como rebecos, corzos, jabalís, lobos, ardillas, o gatos monteses. 
De igual modo este valle da acceso a una reserva única de un animal en peligro de extinción: la cabra montés del valle de Anciles.
Los terrenos de Liegos lindan con Lario al norte, Retuerto al noreste, Burón al este, y Lois al suroeste.

## Arquitectura

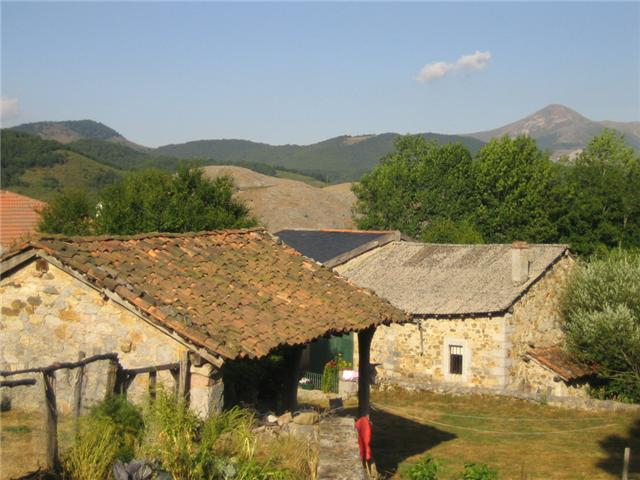
Construcción en Liegos.

Hay que destacar la iglesia parroquial de la Virgen de la Asunción, construida entre los siglos XIV y XVI en la parte más alta del pueblo, posteriormente ha sido reformada en varias ocasiones pero conserva su estructura original. 
La importancia del pasado de villa queda patente en los numerosos escudos y blasones que están grabados en las paredes de las casas del pueblo.

## Fiestas

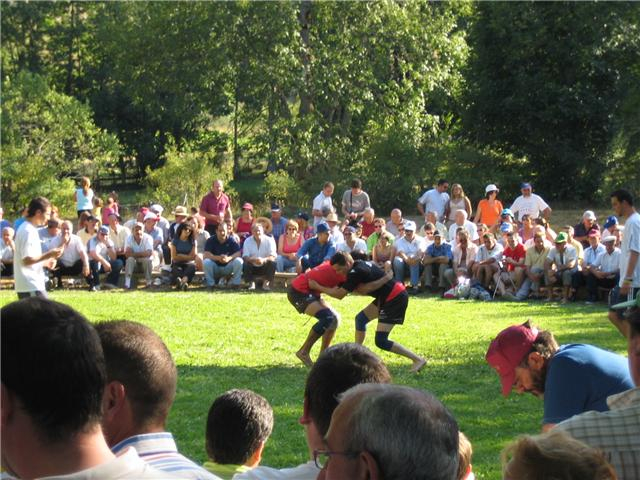
Corro de lucha leonesa en Liegos.

En Liegos se festeja el 26 de junio con una misa y comida campestre en el valle de San Pelayo al santo homónimo que es el patrón de la villa. 
Nuestra Señora es la festividad parroquial, el día 15 de agosto. La celebración comienza el día 14 con el tradicional corro de Lucha leonesa y verbena nocturna. El día 15 la misa y durante la noche la verbena son los principales actos y el día 16 de agosto festividad de San Roque todos los vecinos se juntan para una comida de hermandad conocida como la “merina” (en el prado conocido por ese nombre, si el tiempo acompaña), ya que tradicionalmente se degustaba esta variedad de ovino (esta tradición tiene su origen en que los propietarios de los rebaños a los que se alquilaba en los meses de estío los puertos de montaña que están en el término de este pueblo daban a la junta vecinal, como parte del pago, varias ovejas merinas para disfrute del pueblo en el día de su patrón, San Roque). Hoy en día el menú no ha variado gran cosa, se sigue comiendo un plato típico del pastoreo como es la chanfaina y la ya mencionada merina se ha sustituido por cordero. 
Durante la primera quincena de agosto, la asociación Club San Pelayo se encarga de organizar otras actividades que van preparando el ambiente festivo para los días grandes: actividades y talleres infantiles, concursos de mus, tute y bolos y diversas charlas y conferencias conforman la semana cultural.

## Servicios

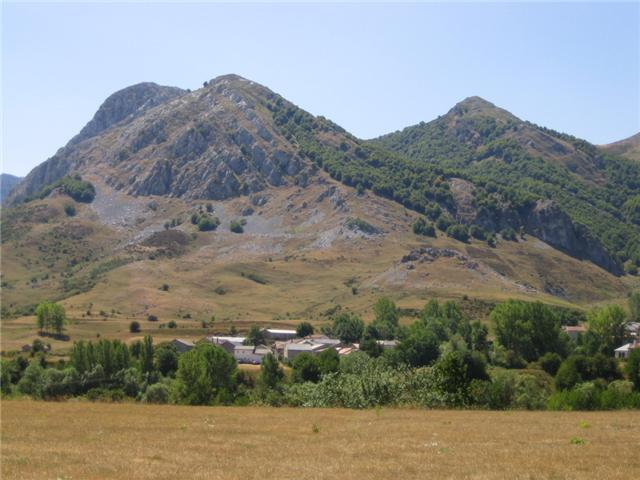
El pueblo desde Las Cruces (cruce con la carretera).

De propiedad pública cuenta con una pista deportiva, bolera, consultorio médico y un albergue. En cuanto a la iniciativa privada, existen un bar y un restaurante.